# Anse Royale
Anse Royale è uno dei 26 distretti delle Seychelles, appartenente all'isola di Mahé, con una popolazione di 3 818 abitanti.